# 防衛統合デジタル通信網
防衛統合デジタル通信網（ぼうえいとうごうデジタルつうしんもう,Integrated Defense Digital Network IDDN）は、日本の自衛隊が運用している通信ネットワーク。

## 概要
かつて自衛隊では、固定通信網として、日本電信電話公社回線が主であった。1977年から自らが運用する防衛マイクロ回線の整備を開始し、1984年度までにその整備が完了し、NTT回線を補助的に用いる体制を整えた。この通信網は、各自衛隊の指揮通信システムの共通伝送路となっていた。
これらの回線の整備は完了したが、情報通信技術の向上に伴い、直ちに後継の通信伝送路の検討に入った。回線のデジタル化及びデータ・電話交換機の更新を行い、さらに防衛マイクロ回線は太平洋側1ルートで構成されていたこともあり、日本海側マイクロ回線ルート設置及び通信衛星回線利用の複ルート確保による需要増への対応及び抗たん性向上を目的に防衛統合デジタル通信網(IDDN)計画が構想された。
1987年9月より、防衛施設庁が中心となり、IDDNの構築が開始されている。衛星通信回線については、地上固定局・可搬局も含め、1994年度までに整備が完了した。引き続き、中期防衛力整備計画 (1996年)でもIDDNの整備が謳われ、マイクロ回線については、太平洋側の整備・更新は2004年度までに完了した。ただし、日本海側ルートについては、情報インフラの急速な発展に伴い、2000年に部外回線を用いることを決定し、中期防衛力整備計画 (2001年)においても整備完了を目指すとされた。このように、部外回線を用いて、日本海側ルートも2004年までに整備が完了している。
IDDNは、防衛情報通信基盤の伝送路としても用いられている。